# Iphigénie en Aulide (Gluck)
Pour les articles homonymes, voir Iphigénie en Aulide.

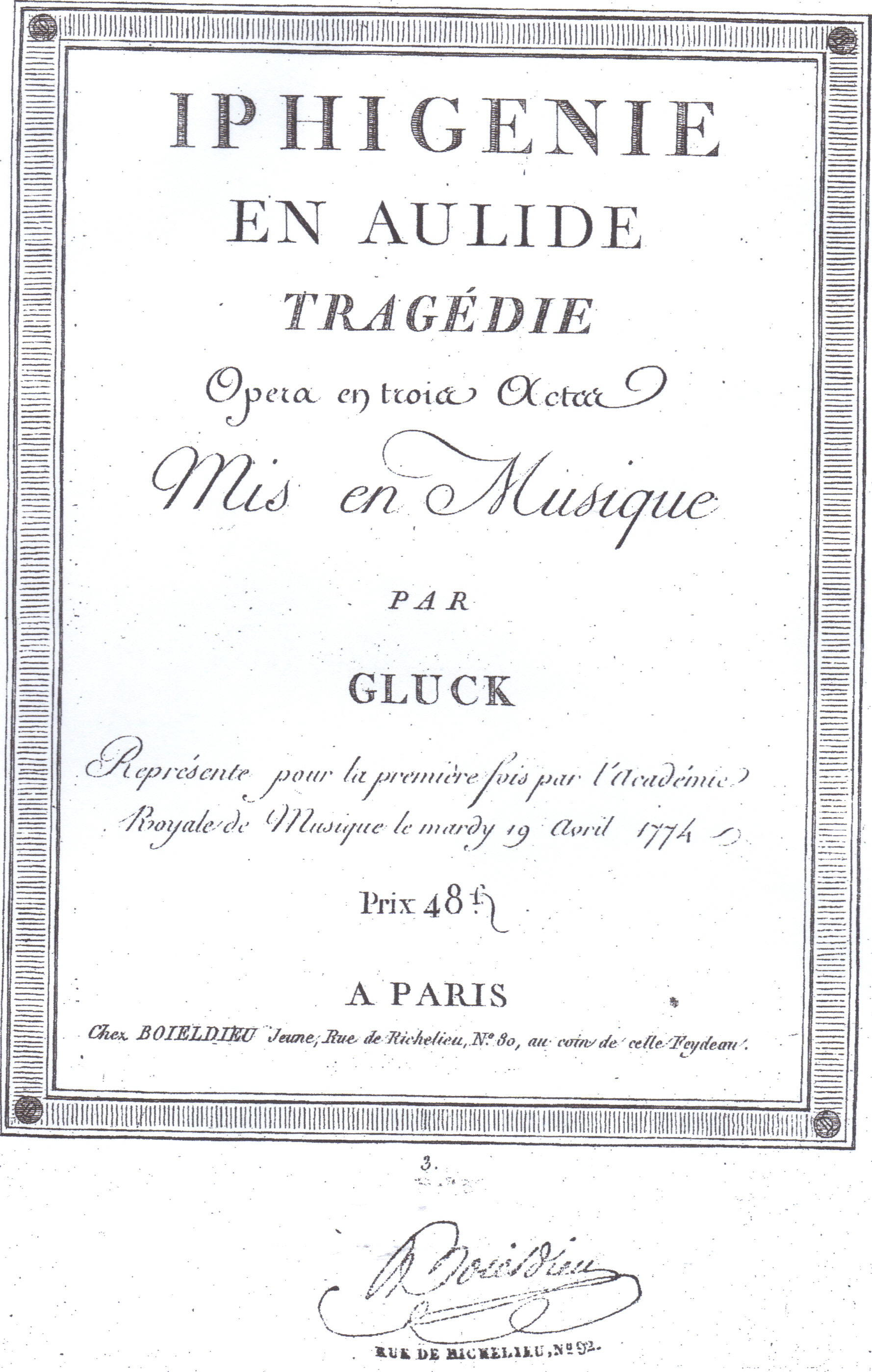

Iphigénie en Aulide est une tragédie lyrique en trois actes de Christoph Willibald Gluck sur un livret de François-Louis Gand Le Bland Du Roullet créé à Paris le 19 avril 1774, à l'Académie royale de musique à Paris.
C'est par l'intermédiaire de Le Blanc du Roullet, attaché de l'ambassade de France à Vienne, que le compositeur décide d'écrire un opéra en français pour Paris sur un livret adapté de Jean Racine (Iphigénie). Grâce au soutien de Marie-Antoinette, Gluck vient à Paris en octobre 1773 et l'œuvre connaît un succès éclatant qui devait la maintenir sur scène jusqu'en 1824. Richard Wagner devait en réaliser une version en 1847 jouée en Allemagne jusqu'en 1914. En revanche, cette Iphigénie ne sera guère jouée au XXe siècle, au contraire de l'Iphigénie en Tauride, bien que son ouverture, très appréciée de Wagner, soit restée célèbre et interprétée par les plus grands chefs d'orchestre tels que Hermann Abendroth, Otto Klemperer et Wilhelm Furtwängler. Toutefois, dans le dernier quart du XXe siècle, l'œuvre jouit à nouveau d'une constante faveur, notamment à la suite de son enregistrement sur disques CD par le chef d'orchestre John Eliot Gardiner à la tête de l'Orchestre de l'Opéra de Lyon.

## Distribution
- Agamemnon : basse
- Clytemnestre : mezzo
- Iphigénie : soprano
- Achille : ténor
- Patrocle : basse
- Calchas : basse
- Arcas : basse
- Diane : soprano
- Trois femmes grecques : sopranos
- Une esclave : soprano

## Argument
Aulis, port de la Béotie, où les armées grecques se sont regroupées pour faire voile vers Troie.

### Acte 1
L'armée grecque, dirigée par Agamemnon, roi de Mycènes, est bloquée faute de vent pour partir. Diane, déesse de la chasse, exige le sacrifice d'Iphigénie en échange de ses faveurs. Agamemnon refuse et implore alors l'aide d'Apollon (« Brillant auteur de la lumière »). Le devin Calchas et Apollon tentent de convaincre Diane de trouver une autre victime, en vain. Clytemnestre et Iphigénie arrivent alors en Aulide. La jeune fille apprenant les raisons de sa présence pense qu'Achille, auquel elle est promise, l'a trahie (« Hélas ! Mon cœur »). Achille, étonné de la voir en Aulide la rassure sur son amour (« Cruelle, non jamais » - « Ne doutez jamais de ma flamme »).

### Acte 2
Alors que le mariage entre Achille et Iphigénie se prépare, Arcas les prévient que l'autel a été préparé pour immoler Iphigénie. Clytemnestre, qui apprend les véritables raisons de leur présence au camp, supplie alors Achille de protéger sa fille (« Par un père cruel »). Refusant dans un premier temps, il décide finalement de s'opposer à Agamemnon. Ce dernier, pris de remords, renonce alors à sacrifier sa fille.

### Acte 3
Les Grecs réclament le sacrifice d'Iphigénie (« Non, non, nous ne souffrirons pas ») qui accepte son sort par amour pour son père (« Adieu, conservez dans votre âme »). Achille, pris de fureur, menace de tuer tout le monde  (« Calchas, d’un trait mortel percé »). Iphigénie tente de consoler sa mère en lui rappelant qu'elle a un fils, Oreste (« Adieu, vivez pour Oreste »). Mais Clytemnestre ne se résout pas au sacrifice et court au temple pour l'empêcher (« Ma fille, je la vois »). Achille, à la tête des Thessaliens, tente de soustraire Iphigénie à son sort. Diane, touchée, décide de renoncer au sacrifice. Les deux amants sont unis  (« Mon cœur ne saurait contenir ») et les Grecs partent pour Troie

## Discographie sélective
- Un enregistrement audio a été réalisé en 1990 sous la direction de John Eliot Gardiner.